# Cuore di Corvo
Cuore di Corvo è un libro di David Gemmell, il terzo della Saga dei Rigante
I quattro libri dei Rigante sono divisi in due mini serie. La prima è formata da Spada nella Tempesta e Falco di mezzanotte, i primi due libri della serie. La seconda invece è ambientata circa ottocento anni dopo i primi due libri e riguarda il suddetto Cuore di corvo e il successivo Cavalca la tempesta.
I quattro libri si possono leggere anche separatamente.

## Trama
La storia è ambientata ottocento anni dopo che Connavar ed il figlio illegittimo Flagello sconfissero l'esercito di Stone (la storia è narrata nei primi due libri della saga). Da allora i Rigante hanno perso la loro libertà e sono sotto il dominio dei Varlish, un'altra popolazione che aveva invaso le highlands.
Dopo la ribellione risalente a poco più di una decina di anni prima, il clan rigante è stato considerato fuorilegge, e tutti i Rigante sono costretti a rinnegare le proprie origini. Tutti i Rigante che non avevano accettato quelle dure condizioni si erano rifugiati a nord, ed erano chiamati Rigante Neri.
Kaelin Ring (Cuore di Corvo) è un Rigante di circa quindici anni, e risente sempre di più della dominazione varlish. Durante la ribellione il padre Lanovar Ring, allora capo dei Rigante, era stato ucciso a tradimento dal Moidart, il governante delle Highlands. Da allora, siccome pochi giorni dopo viene uccisa anche la madre, viene adottato dalla zia, Maev ring. Il suo idolo e Jaim Grymauch, un gigantesco guerriere Rigante ossessionato dal ricordo di Lanovar, allora suo migliore amico, perché non era riuscito a salvarlo. Inoltre Kaelin si incontra spesso con la Wird, una donna molto saggia e sacra ai Rigante. È lei che spesso lo aiuta in decisioni importanti oppure lo avverte di qualche pericolo.
Un giorno una ragazza varlish innamorata di lui, Chara Ward, gli chiede di andare ad una delle feste cittadine con lui. Kaelin accetta.
L'idea di Chara Ward non piace molto al sergente Bindoe, il quale, dopo averla allontanata da Kaelin prima della festa, la stupra e la uccide assieme al nipote, Luss Campion. Per vendicarla, Kaelin prende le vecchie pistole del padre e si incammina nella notte per fermare Bindoe e Luss prima che passino il confine. Li trova e li uccide.
La zia Maev, dopo aver scoperto l'accaduto, preoccupata per Kaelin, chiede a Grymauch di portarlo a vivere dai Rigante Neri, dove Jaim ha molti amici, in modo da tenerlo più lontano dai Varlish. Jaim è d'accordo e parla con Kaelin, il quale è ben contento di lasciare Eldacre, la città dove aveva vissuto fino a quel momento.
Lì Kaelin inizia a dirigere una fattoria di proprietà di Maev. Dopo qualche tempo arrivano Call Jace (il capo dei Rigante Neri) assieme ai figli per il "tributo".in altre parole periodicamente la fattoria deve donare due capi di bestiame ai Rigante Neri, altrimenti loro rubano le mandrie. È lì che Kaelin vede per la prima volta Chara Jace, la figlia di Call, e se ne innamora. Call, arrabbiato per come Kaelin guarda la figlia, risponde male al ragazzo, il quale prima gli tira tre pugni, poi spara al figlio Bael hc era intervenuto per difendere il capo dei Rigante. Bael sopravvive, ma è infuriato con Kaelin. Dopo che gli altri fattori gli hanno spiegato la situazione e la storia del tributo, Kaelin, invitato da Call, decide di recarsi nei territori dei Rigante Neri, e, circa a metà del viaggio, incontra Chara, la quale lo accompagna fino ai territori dei Rigante. Durante il viaggio Chara si innamora di Kaelin.
Arrivati nei territori dei Rigante, Bael sfida Kaelin a duello. Durante lo scontro la spada di Kaelin si rompe e Bael evita di ucciderlo facendo finire il duello.

## Edizioni
- David Gemmell, Cuore di Corvo, traduzione di Nicola Gianni, collana Il Libro d'Oro, Fanucci Editore, 2003,  pp. 381, cap. 17, ISBN 88-347-0960-8.